# Grey Owl (film)
Pour Grey Wolf : disc Jockey, producteur de musique électronique et ingénieur du son français, voir Grey Wolf.
 (novembre 2023).
Si vous disposez d'ouvrages ou d'articles de référence ou si vous connaissez des sites web de qualité traitant du thème abordé ici, merci de compléter l'article en donnant les références utiles à sa vérifiabilité et en les liant à la section « Notes et références ».
Pour plus de détails, voir Fiche technique et Distribution.
Grey Owl, celui qui rêvait d'être indien (Grey Owl) est un film canado-britannique réalisé par Richard Attenborough et sorti en 1999. Il s'agit d'un film biographique sur le trappeur Archibald Belaney « Grey Owl »

## Synopsis
Archibald Belaney, surnommé « Grey Owl », est un trappeur mi-Apache mi-Écossais basé au Canada. Il écrit dans des revues pendant les années 1930. Une jeune Iroquoise, Pony, lui demande de lui enseigner le mode de vie de ses ancêtres.
La sensibilité de Pony à l'égard des animaux fait prendre conscience à Archie de la fragilité de la nature et du danger que représente l'extinction des castors pour l'équilibre écologique. Il abandonne donc la chasse, écrit une autobiographie, travaille comme guide, puis comme gardien de la réserve du lac Ajawaan, dans le parc national de Prince Albert.
Son autobiographie rencontre un grand succès, et il part faire une tournée de conférences en Angleterre après avoir épousé Pony. Entre deux conférences, il va saluer sa famille : il s'avère qu'il est Anglais et qu'il a poursuivi son rêve d'enfance en allant vivre avec les Amérindiens, au point de se faire passer pour l'un d'eux.
À son retour au Canada, il retrouve Pony et lui révèle son passé. Il est ensuite accepté par les Amérindiens en tant que « celui qui suit son rêve » au cours d'un pow wow.
Son secret est découvert par un journaliste. Archie le convie à sa dernière conférence au cours de laquelle il se dépouille de son costume d'Amérindien et plaide pour la conservation de la nature. Puis, il se retire dans sa cabane et meurt deux ans plus tard. Le journaliste garde pour lui la véritable identité d'Archie « Grey Owl » et ne la révèle qu'après sa mort.

## Fiche technique
Sauf indication contraire, les informations mentionnées dans cette section peuvent être confirmées par les bases de données cinématographiques IMDb et Allociné,  présentes dans la section « Liens externes ».
- Titre français : Grey Owl, celui qui rêvait d'être indien
- Titre original : Grey Owl
- Réalisation : Richard Attenborough
- Scénario : William Nicholson
- Musique : George Fenton
- Photographie : Roger Pratt
- Montage : Lesley Walker
- Décors : Bruno Sorel et Joanne Woollard
- Costumes : Renée April
- Production : Richard Attenborough, Jake Eberts, Diana Hawkins, Claude Léger, Josette Perrotta, Barr B. Potter, Lenny Young
- Sociétés de production : Largo Entertainment et Allied Filmmakers ; coproduit par Beaver Productions et Ajawaan Productions ; avec la participation du Canadian Film or Video Production Tax Credit et The Government of Quebec Income Tax Credit Program
- Pays de production :  Royaume-Uni,  Canada
- Format : Couleurs - 2,35:1 - Dolby Digital - 35 mm
- Budget : 30 000 000 $
- Genre : drame biographique, western
- Dates de sortie :
  - Canada : 1er octobre 1999
  - Royaume-Uni : 3 novembre 2000
  - France : directement en DVD

## Distribution
- Pierce Brosnan (VF : Emmanuel Jacomy ; VQ : Jean-Luc Montminy) : Archibald Belaney dit « Grey Owl »
- Stewart Bick (VQ : Cédric Noël) : Cyrus Finney
- Vlasta Vrana (VQ : Luc Durand) : Harry Champlin
- Annie Galipeau (VQ : Isabelle Leyrolles) : Anahareo « Pony » Bernard
- Serge Houde : un chasseur
- Peter Colvey : un client de l'hôtel
- Nathaniel Arcand (VQ : Sébastien Reding) : Ned White Bear
- Jacques Lussier : le gérant de l'hôtel
- Lee-Roy Jacobs : Hotel Porter
- Jimmy Herman : le chef Pete Misebi
- John Dunn-Hill : Sim Hancock
- Graham Greene : Jim Bernard
- Charles Edwin Powell (VQ : Sébastien Dhavernas) : Walter Perry
- Seann Gallagher : Bill Oliver
- James Bradford : Tom Walker
- Renée Asherson : Carrie Belaney
- Stephanie Cole (VQ : Béatrice Picard) : Ada Belaney

## Production

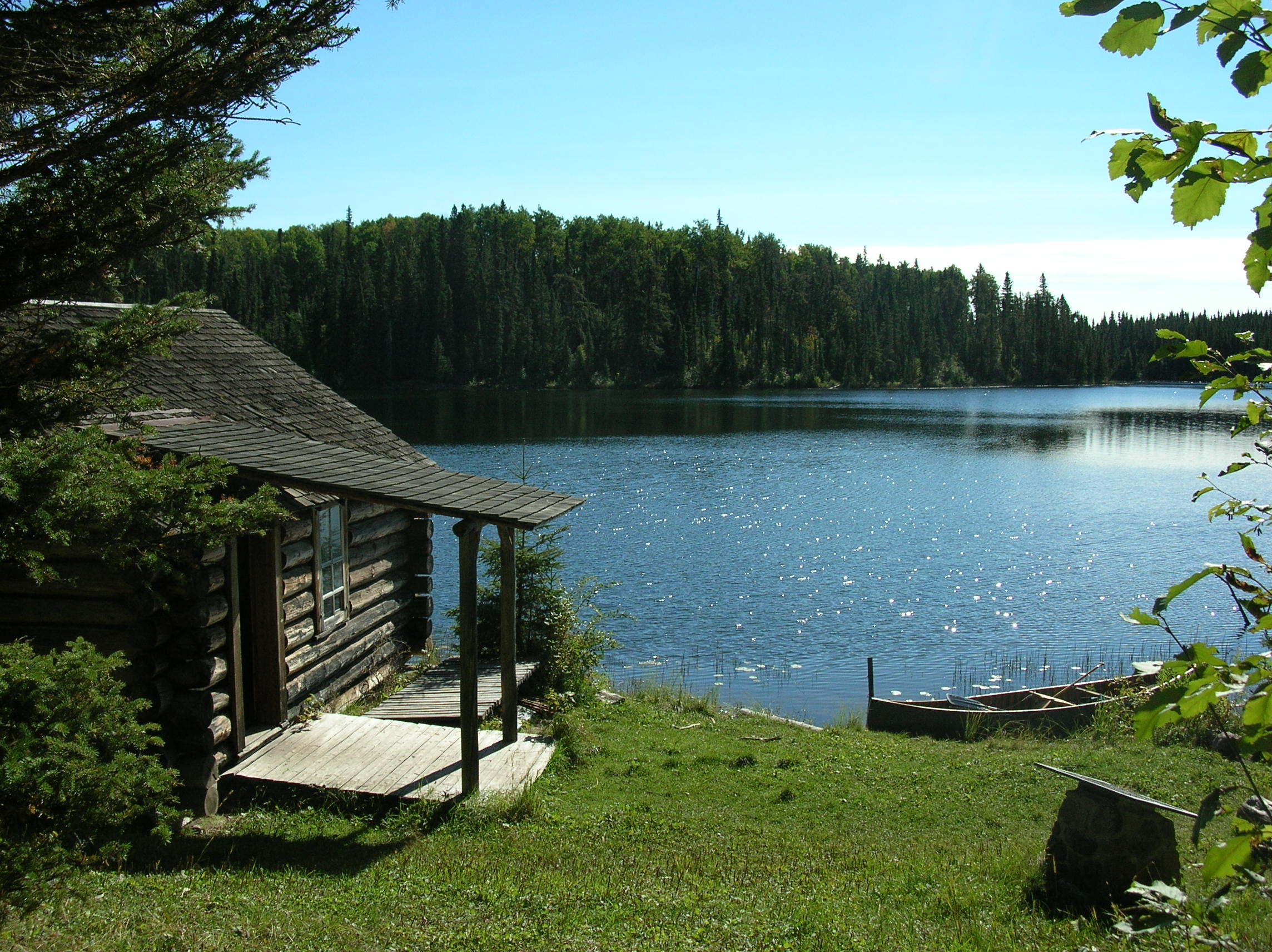
Cabane d'Archie « Grey Owl », sur le lac Ajawaan.

Le film a été tourné en 1998, alors que Pierce Brosnan était en contrat avec EON Productions pour le tournage des James Bond. Le tournage de Grey Owl a eu lieu entre ceux de Demain ne meurt jamais et Le monde ne suffit pas[réf. nécessaire].
Lieux de tournage
- Centre du pourvoyeur Mastigouche, Mandeville, Québec
- Chelsea, Québec (scène de village sur l'Elk River)
- Wakefield, Québec
- Waskesiu, parc national de Prince Albert, Saskatchewan, Canada
- Hastings, Sussex de l'Est, Angleterre

## Distinctions
Le film a reçu le prix Génie des meilleurs costumes (Best Achievement in Costume Design) en 2000.

## Personnalité qui a inspiré le film
Le film est basé sur un fait vécu. Le véritable Grey Owl était Archibald Belaney. On peut visiter la cabane où il a vécu au Parc national de Prince-Albert en Saskatchewan. Grey Owl a contribué de façon importante au Service des parcs nationaux du Canada en faisant la promotion des pratiques de conservation. Il a acquis une renommée internationale grâce à ses films, ses écrits et ses conférences sur les espèces sauvages.

### Médiagraphie
- Hébert, Martin (2009). « Les Indiens, les Mohawks et les Blancs : mise en contexte historique et sociale de la question des Blancs à Kahnawake », Recherches amérindiennes au Québec, vol. 39, no 1-2, p. 159-171.
- L. Létourneau, Éric (automne-hiver 2009). « Le patrimoine culturel immatériel dans les programmes de réhabilitation destinés aux peuples autochtones », Criminologie, vol. 42, no 2, p. 153-172.
- Office national du film du Canada (s.d.). Le peuple invisible (Bande-annonce)[1]
- Tournier, Jean (1986). « Symbolique animale et traduction », Meta : journal des traducteurs / Meta: Translators' Journal, vol. 31, no 3, p. 332-349.
- Université Laval (2006). Grey Owl, les autochtones et la perception environnementale au Canada au début du XXe siècle[2]
- Sioui-Durand, Yves et Wickham, Philip (1999). « Chasser l’Esprit », Jeu : revue de théâtre, no 92, p. 90-918.